# Финансово-контрольное бюро Армии Крайовой
Финансово-контрольное бюро АК, полное название Бюро финансов и контроля главного командования Армии Крайовой (пол. Biuro Finansów i Kontroli Komendy Głównej Armii Krajowej) — подразделение Армии Крайовой, иногда называемое VIII Отдел (Финансы и контроль), отвечавшее за финансовое управление, контроль над финансовыми потоками и организацию конспиративных квартир.

## Структура
- Командование бюро — подполковник Станислав Тун[пол.][1] («Януш», «Лещ», «Мальч», «Наврот»)[2]
- Секретариат — Янина Дамбровская, Ирена Маковская-Дуткевич («Вислоцкая», «Виктория Вислоцкая»), Кристина Доней-Рожаньская[пол.] («Бирута»)[2]
- Главная касса — Юзеф Вебер («Ткач», «Ткачевский»), Галина Туркевич («Магдалена»), Ирена Анджеевская[пол.] («Мария»)[3]
- Центр бухгалтерского учёта — Анджей Бенек[пол.] («Кравчик»)
- Отдел валютных касс и выдачи мелких наличных — имя неизвестно («Богдан»)
  - Касса выплат
  - Касса валютных операций
- Отдел депозитных касс — Ядвига Гуланицкая-Рожаньская[пол.] («Луця»)
- Отдел управления и снабжения — подполковник Антоний Кручиньский[пол.] («Пират», «Рава», «Антоний Рава»)
- Отдел производства банкнот (PWB-17) — майор Мечислав Хижиньский[пол.] («Пелка»)[4]
- Центральная подпольная опека — Елена Котарба[пол.] («Луня»)
- Отдел вложений и закупок — майор Эмиль Кумор[пол.] («Крест»)
- Отдел стационарных укрытий — Станислав Доруховский[пол.] («Смык»)
- Отдел мобильных укрытий — майор Антоний Барановский («Алан»)
- Отдел по квартирным делам — майор Пётр Петровский[пол.] («Профессор»)
- Отдел охраны и транспорта — ротмистр Ян Пжездецкий[пол.] («Паночек»)
- Магазины — сержант Эдмунд Гинце[пол.] («Эдмунд», 15 магазинов)
- Отдел печати банкнот (печать фальшивых банкнот на нужды Армии Крайовой)